# Spasskije Wysselki (Kursk)
Spasskije Wysselki (russisch Спасские Выселки) ist ein Weiler (chutor) in der Oblast Kursk in Russland. Er gehört zum Rajon Medwenka und zur Landgemeinde (selskoje posselenije) Wyssokski selsowjet.

## Geographie
Der Ort liegt gut 34 km Luftlinie südwestlich des Oblastverwaltungszentrums Kursk im südwestlichen Teil der Mittelrussischen Platte, 11 km nordwestlich des Rajonverwaltungszentrums Medwenka sowie 4,5 km vom Sitz des Dorfsowjet – Wyssokoje und 57 km von der Grenze zwischen Russland und der Ukraine entfernt am Fluss Reut (linker Nebenfluss des Seim).

### Klima
Das Klima im Ort ist wie im Rest des Rajons kalt und gemäßigt. Es gibt während des Jahres eine erhebliche Niederschlagsmenge. Dfb lautet die Klassifikation des Klimas nach Köppen und Geiger.

## Bevölkerungsentwicklung
| Jahr | Einwohner |
| ---- | --------- |
| 2002 | 98        |
| 2010 | ▼73       |

Anmerkung: Volkszählungsdaten

## Verkehr
Spasskije Wysselki liegt 10,5 km von der Fernstraße föderaler Bedeutung M2 „Krim“ (ein Teil der Europastraße E105), an der Straße interkommunaler Bedeutung 38N-588 (Spasskoje – Spasskije Wysselki – Kondratjewskije Wysselki) und 23 km vom nächsten Bahnhof Djakonowo (Eisenbahnstrecke Lgow-Kijewskij – Kursk) entfernt.
Der Ort liegt 98 km vom internationalen Flughafen von Belgorod entfernt.